# Franz Grillparzer
Franz Grillparzer (Viena, 15 de enero de 1791 - Viena, 21 de enero de 1872) fue un dramaturgo austriaco. Su obra se encuadra en el estilo Biedermeier.

## Biografía
Hijo de un jurista, estudió derecho en la Universidad y empezó a trabajar en 1813 en la Corte imperial; en 1819 sufrió una fuerte depresión por el suicidio de su madre; en 1821 concursó sin éxito por el puesto de escritor de la biblioteca privada imperial. En 1823 vino a ser al fin Hofkonzipist, y en 1832, director de los archivos del Imperio, puesto del que se jubiló en 1856. Sus años de educación coinciden con la Revolución francesa y la época napoleónica, pese a lo cual se mostró siempre de ideología conservadora y pesimismo. Aparece como personaje secundario en una de las novelas de Leopold von Sacher-Masoch, La zapatilla de Safo, y es citado por Nietzsche en sus Segundas consideraciones inactuales.

## Obra

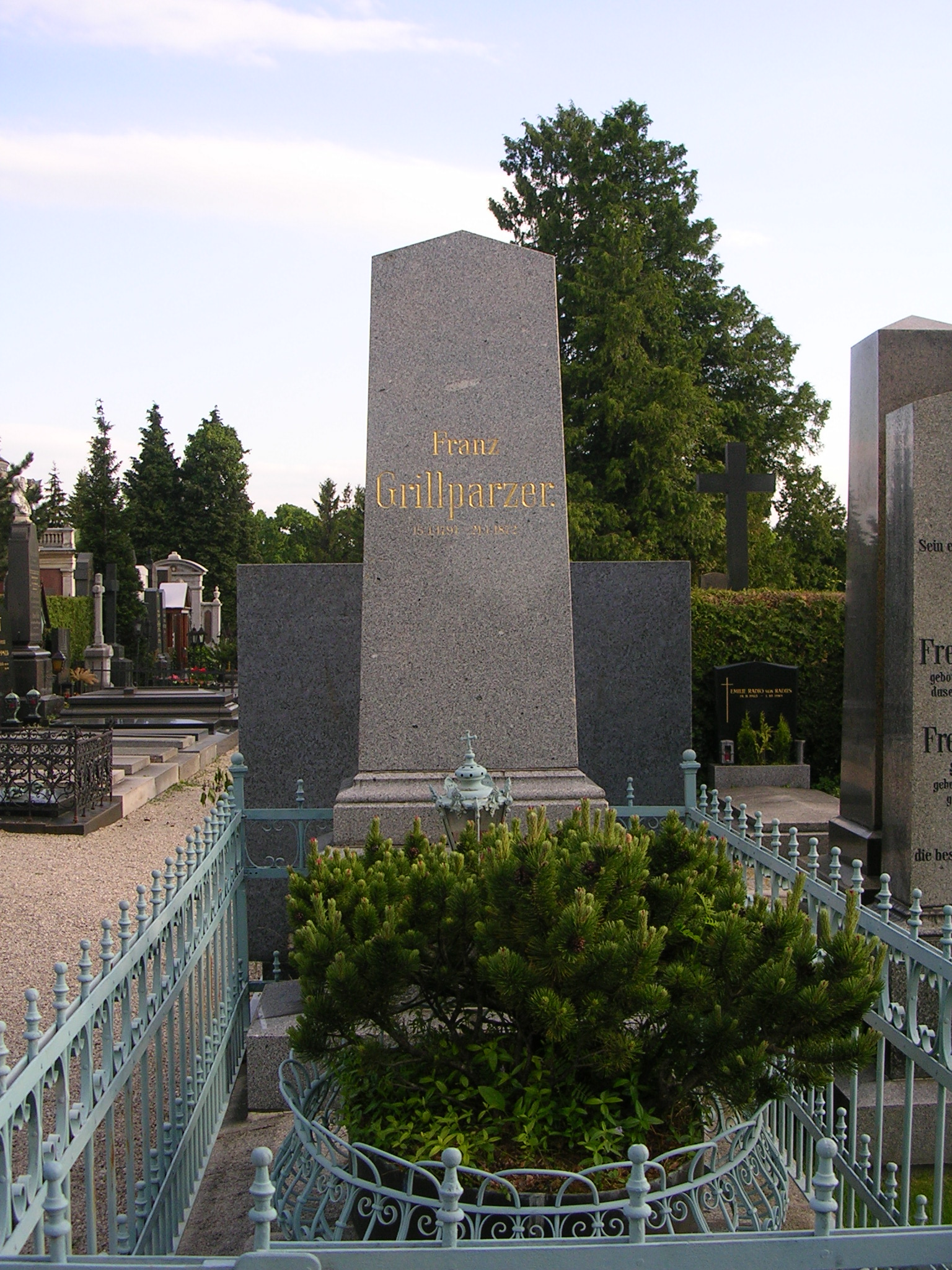
Tumba de Franz Grillparzer.

Destacan sus tragedias (La antepasada) y los temas de la antigüedad (Sappho). Se ve influenciado por el teatro de Schiller (Blanca von Kastilien, 1809, por ejemplo) y por el del barroco español, al que consagró algunos estudios como hispanista; su cuento dramático El sueño, una vida está claramente inspirado en La vida es sueño, de Calderón de la Barca, y su pieza Die Judin von Toledo está fundada en la pieza del mismo título, La judía de Toledo, de Lope de Vega. Escribió sólo una comedia: ¡Ay del que miente!, que fue un fracaso al estrenarse, y dos narraciones: El convento de Sendomir y El pobre músico. Sus ensayos de tema español están recogidos bajo el título Studien zum spanischen Theater, en el tomo XVII de sus Obras completas.